# Helge Brünnich
Helge Georg Jensen Brünnich (født 3. februar 1903, død 13. januar 1945 i KZ Neuengamme) var en dansk modstandsmand.
Helge Brünnich var medlem af militærgruppernes afsnit 2, 1. kompagni, 2. deling, 1. gruppe i Hellerup, der var organiseret af Dansk Samling.
Før krigen fik han ansættelse som kontorist i NESA, og her fik han kontakt med modstandsbevægelsen. Helge Brünnich opbevarede på sin bopæl et større lager af våben og ammunition. Han blev som følge af en angivelse taget af tyskerne sammen med hele sin gruppe den 5. december 1944. Efter hans arrestation sprængte tyskerne hans hus på Mantziusvej i luften under henvisning til at det havde været benyttet til opbevaring af større mængder våben og ammunition.
Brünnich blev deporteret til KZ Neuengamme den 13. december 1944, og mellem jul og nytår fik han lungebetændelse, som tog livet af ham kort tid inde i det nye år. Han er begravet på Gentofte Kirkegård og mindet i Mindelunden i Ryvangen.